# Свидя
Свидя (укр. Свидя) — село на Украине, основано в 1614 году, находится в Черняховском районе Житомирской области.
Код КОАТУУ — 1825681604. Население по переписи 2001 года составляет 335 человек. Почтовый индекс — 12315. Телефонный код — 4134. Занимает площадь 1,164 км².

## Адрес местного совета
12314, Житомирская область, Черняховский р-н, с. Выдыбор, ул. Ленина, 17а